# 9-溴菲
9-溴菲是一种有机化合物，化学式为C14H9Br，它是溴菲的同分异构体之一。

## 制备
由于菲在发生亲电取代反应时，9位的反应活性最高，因此可以用溴直接对菲溴化得到。
N-溴代丁二酰亚胺或四丁基三溴化铵也可作为溴化试剂进行反应。

## 反应
9-溴菲具有卤代烃的通性，如它和苯硼酸在Pd2(dba)3的催化下发生铃木偶联反应，生成9-苯基菲；在CuI-Pd(PPh3)2Cl2的催化下和4-叔丁基苯乙炔发生薗头偶合反应，生成9-(4-叔丁基苯)乙炔基菲。它和三苯基膦在苯酚中加热回流，得到9-菲基三苯基溴化𬭸。它和苯硫酚钠在N-甲基吡咯烷酮中反应，得到9-甲硫基菲；硒酚盐可以发生类似反应：
它在液氨中和氨基钠发生取代反应，生成9-氨基菲；它和三(三甲基硅基)硅烷在偶氮二异丁腈的存在下发生还原反应，生成菲。
它也可以经反应得到金属有机化合物，如和镁反应，得到9-菲基溴化镁；和正丁基锂反应，得到9-菲基锂，并可通过进一步反应来制备其它金属有机化合物，如三(9-菲基)锑、三(9-菲基)铋等。它和四(三乙基膦)铂(0)反应，得到溴化-9-菲基二(三乙基膦)铂。

## 用途
9-溴菲可用于有机合成及磷光材料的研究。